# Miss France 2010
Miss France 2010, 80e élection de Miss France, s’est déroulée le 5 décembre 2009 au palais Nikaia à Nice. La gagnante, Malika Ménard, succède à Chloé Mortaud, Miss France 2009.
C'est la troisième fois que cette élection se tient à Nice et la sixième fois en Provence-Alpes-Côte d’Azur.
La cérémonie est diffusée sur TF1 et est présentée par Jean-Pierre Foucault (pour la 15e année consécutive) et Sylvie Tellier (pour la 2e année consécutive). La cérémonie se déroule sur le thème de la Côte d’Azur.
Un nouveau système de vote est mis en place, c’est uniquement le public qui vote pour choisir la Miss France parmi les cinq dernières candidates.
Cette élection est la dernière où Geneviève de Fontenay est présente sur le plateau et pour laquelle elle a sélectionné les miss régionales. En effet, après son départ, la moitié des comités régionaux choisiront de rester fidèles à la société Miss France, quand l’autre moitié décidera de suivre Geneviève de Fontenay pour l’organisation de Miss Nationale.

## Classement final
| Résultats        | Candidates | Concours internationaux      |
| ---------------- | --- | ---------------------------- |
| Miss France 2010 | - Normandie - Malika Ménard | - Top 15 à Miss Univers 2010 |
| 1re Dauphine     | - Rhône-Alpes - Virginie Dechenaud | - Top 25 à Miss Monde 2010   |
| 2e Dauphine      | - Bretagne - Mélanie Craignou |                              |
| 3e Dauphine      | - Provence – Émilie Corbi |                              |
| 4e Dauphine      | - Quercy-Rouergue - Nathalie Ample |                              |
| Demi-finalistes  | - Orléanais - Cassandre Roland (5e dauphine) - Guyane - Tineffa Naisso (6e dauphine) - Mayotte - Élodie Anridhoini - Limousin - Justine Posé - Champagne-Ardenne - Cécile Brandao - Pays de Savoie - Edwige Tiare - Côte d'Azur - Anaïs Governatori |                              |

## Ordre d'annonce des finalistes
| 1. Rhône-Alpes, annoncée par Geneviève de Fontenay 2. Champagne-Ardenne, annoncée par Sylvie Tellier 3. Orléanais, annoncée par Jean-Pierre Foucault 4. Bretagne, annoncée par Geneviève de Fontenay 5. Quercy-Rouergue, annoncée par Sylvie Tellier 6. Normandie, annoncée par Jean-Pierre Foucault 7. Mayotte, annoncée par Geneviève de Fontenay 8. Provence, annoncée par Sylvie Tellier 9. Guyane, annoncée par Jean-Pierre Foucault 10. Côte d'Azur, annoncée par Geneviève de Fontenay 11. Limousin, annoncée par Sylvie Tellier 12. Pays de Savoie, annoncée par Jean-Pierre Foucault | 1. Normandie, annoncée par Geneviève de Fontenay 2. Provence, annoncée par Chloé Mortaud 3. Quercy-Rouergue, annoncée par Geneviève de Fontenay 4. Rhône-Alpes, annoncée par Jean-Pierre Foucault 5. Bretagne, annoncée par Chloé Mortaud |

## Préparation
Le voyage de préparation se déroulait en Martinique. Les Miss sont accompagnées de Sylvie Tellier.

## Candidates
| Région                        | Nom                  | Âge    | Taille | Résidence              | Élue à...            |
| ----------------------------- | -------------------- | ------ | ------ | ---------------------- | -------------------- |
| Miss Albigeois Midi-Pyrénées  | Laura Faroult        | 21 ans | 1,73 m | Lavelanet              | Lisle-sur-Tarn       |
| Miss Alsace                   | Sophie Mathes        | 19 ans | 1,72 m | Strasbourg             | Hochfelden           |
| Miss Aquitaine                | Aurélie Zengerlin    | 21 ans | 1,77 m | Douzillac              | Bergerac             |
| Miss Artois-Hainaut           | Astrid Ponchel       | 21 ans | 1,79 m | Maubeuge               | Saint-Amand-les-Eaux |
| Miss Auvergne                 | Mégane Potier        | 19 ans | 1,73 m | Cusset                 | Cébazat              |
| Miss Béarn-Gascogne           | Marine Bories        | 20 ans | 1,72 m | Léon                   | Bizanos              |
| Miss Berry-Val de Loire       | Elodie Martel        | 18 ans | 1,72 m | Châteauroux            | Déols                |
| Miss Bourgogne                | Jenna Tournay        | 19 ans | 1,75 m | Talant                 | Chalon-sur-Saône     |
| Miss Bretagne                 | Mélanie Craignou     | 19 ans | 1,78 m | Louannec               | Rennes               |
| Miss Champagne-Ardenne        | Cécile Brandao       | 22 ans | 1,72 m | Bar-sur-Aube           | Sedan                |
| Miss Corse                    | Céline Nicolaï       | 21 ans | 1,77 m | Ajaccio                | Porticcio            |
| Miss Côte d'Azur              | Anaïs Governatori    | 20 ans | 1,72 m | Nice                   | Nice                 |
| Miss Flandre                  | Aline Bourgeois      | 20 ans | 1,75 m | Roubaix                | Saint-Pol-sur-Mer    |
| Miss Franche-Comté            | Estelle Diop         | 19 ans | 1,80 m | Belfort                |                      |
| Miss Guadeloupe               | Angélique Duro       | 20 ans | 1,78 m | Saint-François         | Sainte-Anne          |
| Miss Guyane                   | Tineffa Naïsso       | 20 ans | 1,79 m | Matoury                | Cayenne              |
| Miss Île-de-France            | Lisa Alberici        | 20 ans | 1,78 m | Valenton               | Bourron-Marlotte     |
| Miss Languedoc                | Manon Ricci          | 18 ans | 1,73 m | Montpellier            | Carnon               |
| Miss Limousin                 | Justine Posé         | 18 ans | 1,77 m | Chameyrat              | Limoges              |
| Miss Loire-Forez              | Marion Léoncini      | 23 ans | 1,78 m | Montbrison             | Saint-Étienne        |
| Miss Lorraine                 | Marina Garau         | 22 ans | 1,70 m | Bouzonville            | Ligny-en-Barrois     |
| Miss Martinique               | Cindy Chenière       | 20 ans | 1,75 m | Le François            | Fort-de-France       |
| Miss Mayotte                  | Élodie Anridhoini    | 19 ans | 1,74 m | Chirongui              | Mamoudzou            |
| Miss Normandie                | Malika Ménard        | 22 ans | 1,76 m | Hérouville-Saint-Clair | Bayeux               |
| Miss Orléanais                | Cassandre Roland     | 18 ans | 1,71 m | Orléans                | Montargis            |
| Miss Paris                    | Kelly Bochenko       | 23 ans | 1,75 m | Paris                  | Paris                |
| Miss Pays de Loire            | Amélie Taugourdeau   | 23 ans | 1,70 m | Le Coudray-Macouard    | Cholet               |
| Miss Pays de Savoie           | Edwige Tiare         | 22 ans | 1,77 m | Albertville            | Chambéry             |
| Miss Picardie                 | Juliette Boubaaya    | 19 ans | 1,72 m | Amiens                 |                      |
| Miss Poitou-Charentes         | Rachel Jeannot       | 23 ans | 1,73 m | Civray                 | Soubise              |
| Miss Provence                 | Émilie Corbi         | 21 ans | 1,76 m | Bouc-Bel-Air           | Sisteron             |
| Miss Quercy-Rouergue          | Nathalie Ample       | 19 ans | 1,79 m | Labastide-Saint-Pierre | Figeac               |
| Miss Réunion                  | Kim Hoa Barutaut     | 18 ans | 1,82 m | Saint Denis            | Saint Denis          |
| Miss Rhône-Alpes              | Virginie Dechenaud   | 23 ans | 1,74 m | La Frette              |                      |
| Miss Roussillon               | Céline Callivrousis  | 23 ans | 1,70 m | Villeneuve-de-la-Raho  | Pollestres           |
| Miss Saint-Pierre-et-Miquelon | Marie Serba          | 18 ans | 1,80 m | Saint Pierre           | Saint Pierre         |
| Miss Tahiti                   | Léna Puahinano Bonno | 20 ans | 1,77 m | Moorea                 | Papeete              |

## Déroulement
L'élection se déroule sur le thème de la Côte d’Azur :
- Les Miss défilent par petits groupes sur les thèmes des films Brice de Nice, Le Gendarme de Saint-Tropez ou encore sur le casino de Monte-Carlo ;
- Les Miss défilent ensuite en maillots de bain 1 pièce rappelant une croisière en Méditerranée ;
- Les 12 Demi-finalistes sont appelées par Sylvie Tellier, Geneviève de Fontenay et Jean-Pierre Foucault ;
- Les Miss défilent avant leurs discours en robes sur le thème de Grace Kelly puis en maillots de bain 2 pièces ;
- Les 5 finalistes sont appelées, puis défilent en robes de soirée ;
- À la fin de l'émission, Robbie Williams se produit en direct.

### Jury
| Membre | Membre                                | Notes                     |
| ------ | ------------------------------------- | ------------------------- |
|        | Arielle Dombasle (présidente du jury) | Actrice et chanteuse      |
|        | Xavier Deluc                          | Acteur                    |
|        | Mareva Galanter                       | Miss France 1999          |
|        | Jean-Paul Gaultier                    | Couturier                 |
|        | Jimmy Jean-Louis                      | Acteur                    |
|        | Farida Khelfa                         | Ancien mannequin, actrice |
|        | Jean-Luc Reichmann                    | Animateur                 |

### Classement

#### Premier tour
Un jury composé de partenaires (internes et externes) de la société Miss France pré-sélectionne 12 jeunes femmes, lors d'un entretien qui s'est déroulé le 3 décembre. Ce dernier prend en compte : l'éloquence de la Miss, son physique et son résultat au test de culture générale.
| N° attribué | Candidate              |
| ----------- | ---------------------- |
| 1           | Miss Rhône-Alpes       |
| 2           | Miss Champagne-Ardenne |
| 3           | Miss Orléanais         |
| 4           | Miss Bretagne          |
| 5           | Miss Quercy-Rouergue   |
| 6           | Miss Normandie         |
| 7           | Miss Mayotte           |
| 8           | Miss Provence          |
| 9           | Miss Guyane            |
| 10          | Miss Côte d'Azur       |
| 11          | Miss Limousin          |
| 12          | Miss Pays de Savoie    |

#### Deuxième tour
Le jury à 50 % et le public à 50 % choisissent les cinq candidates qui peuvent encore être élues.
Un classement de 1 à 12 est fait pour chacune des deux parties. Une première place vaut 12 points, une deuxième 11 points, et la dernière 1 point, même si deuxmiss arrivent à égalité. L’addition des deux classements est alors faite. Les cinq premières restent en course. En cas d’égalité, c’est le classement du jury qui prévaut (cette règle a permis à Miss Guyane de devenir 6e dauphine, au détriment de Miss Mayotte).
| Candidate              | Public | Jury | Total |
| ---------------------- | ------ | ---- | ----- |
| Miss Normandie         | 12     | 12   | 24    |
| Miss Provence          | 11     | 9    | 20    |
| Miss Quercy-Rouergue   | 7      | 12   | 19    |
| Miss Rhône-Alpes       | 9      | 8    | 17    |
| Miss Bretagne          | 10     | 6    | 16    |
| Miss Orléanais         | 8      | 6    | 14    |
| Miss Guyane            | 3      | 10   | 13    |
| Miss Mayotte           | 5      | 8    | 13    |
| Miss Limousin          | 2      | 6    | 8     |
| Miss Champagne-Ardenne | 6      | 2    | 8     |
| Miss Pays de Savoie    | 1      | 6    | 7     |
| Miss Côte d'Azur       | 4      | 2    | 6     |

#### Troisième tour
Le public est seul lors de cette dernière phase. La candidate qui a le plus de voix est élue Miss France 2010.
| Candidate            | Résultat |
| -------------------- | -------- |
| Miss Normandie       | 34 %     |
| Miss Rhône-Alpes     | 21,1 %   |
| Miss Bretagne        | 18,4 %   |
| Miss Provence        | 16,1 %   |
| Miss Quercy-Rouergue | 11,3 %   |

### Prix attribués
| Prix                                                      | Candidates                           |
| --------------------------------------------------------- | ------------------------------------ |
| Prix de la Beauté par Élysées Marbeuf                     | Miss Alsace - Sophie Mathes          |
| Prix du Charme par Club Med                               | Miss Aquitaine - Aurélie Zengerlin   |
| Prix de l'Élégance Balnéaire                              | Miss Artois-Hainaut - Astrid Ponchel |
| Prix du Charme Pétillant par Raoul Collet                 | Miss Bourgogne - Jenna Tournay       |
| Prix du Glamour par la Ville de Nice                      | Miss Côte d'Azur - Anaïs Governatori |
| Prix de la Coiffure par Sainte-Algue                      | Miss Flandre - Aline Bourgeois       |
| Prix de la Bonne Conduite par Peugeot                     | Miss Franche-Comté - Estelle Diop    |
| Prix du Sourire par Air Carïbes                           | Miss Guadeloupe - Angélique Duro     |
| Prix de la Haute Couture par Zuhair Murad                 | Miss Guyane - Tineffa Naïsso         |
| Prix de la Photogénie par TV Magazine                     | Miss Île-de-France - Lisa Alberici   |
| Prix du Costume Folklorique                               | Miss Languedoc - Manon Ricci         |
| Prix du Plus Beau Regard par Atol                         | Miss Lorraine - Marina Garau         |
| Prix de l'Élégance par Atout France                       | Miss Mayotte - Élodie Anridhoini     |
| Prix de l'Éclat par Julien d'Orcel                        | Miss Orléanais - Cassandre Roland    |
| Prix de la Sympathie par Louis de Fontenay                | Miss Paris - Kelly Bochenko          |
| Prix de l'Exotisme par le Comité Martiniquais du Tourisme | Miss Pays de Savoie - Edwige Tiare   |
| Prix du Mannequin par « Les Mariés d'Élodie »             | Miss Picardie - Juliette Boubaaya    |

## Observations